# Ctenidium schofieldii
Ctenidium schofieldii är en bladmossart som beskrevs av Nishimura 1985. Ctenidium schofieldii ingår i släktet Ctenidium och familjen Hypnaceae. Inga underarter finns listade i Catalogue of Life.